# You Again
You Again, titulada en español ¿Otra vez tú? en España y ¡Otra vez tú! en Hispanoamérica, es una película cómica estrenada el 25 de septiembre de 2010 en Estados Unidos y el 8 de octubre del mismo año en España. Protagonizada por Kristen Bell, Sigourney Weaver, Jamie Lee Curtis, Odette Yustman y Betty White. Dirigida por Andy Fickman.

## Argumento
Es indiferente cuanto tiempo haya pasado desde la época del instituto, siempre está presente con nosotros. Marni (Kristen Bell) es una exitosa publicista que acaba de ser ascendida. Al descubrir que su hermano se va a casar decide volver a casa durante un fin de semana, pero no contará con que la prometida de su hermano no es otra que su archienemiga en la adolescencia, Joanna (Odette Yustman). Sin embargo esas no son todas las sorpresas que deparará la boda, sino que además la tía de Joanna es Ramona (Sigourney Weaver) enemiga también de la adolescencia de Gail (Jamie Lee Curtis), madre de Marni. Pronto se iniciará una nueva guerra entre ellas, que nadie sabe cómo acabará.

## Reparto
- Kristen Bell como Marni   Olivia  Olsen.
- Jamie Lee Curtis como Gail Byer-Olsen.
- Sigourney Weaver como Ramona 'Mona' Clark.
- Odette Yustman como Joanna Clark.
- Victor Garber como Mark Olsen.
- Betty White como la abuela Bunny.
- Kristin Chenoweth como Georgia King.
- Jimmy Wolk como William 'Will' Olsen.
- Billy Unger como Ben Olsen.
- Sean Wing como Charlie Manson.
- Kyle Bornheimer como Timothy 'Tim'.
- Christine Lakin como Taylor.
- Meagan Holder como Kendall.
- Patrick Duffy como Ritchie Phillips.
- Cloris Leachman como Helen Sullivan.
- Dwayne Johnson como Air Marshal.
- Reginald VelJohnson como Mason Dunlevy.
- Staci Keanan como Dana.

## Doblaje en Hispanoamérica
- Carla Castañeda: Marni
- Patricia Martínez: Gail
- Gaby Ugarte: Joanna
- Yolanda Vidal: Tía Ramona
- Amparo Garrido: Abuela Bunny
- Irwin Daayán: Will
- José Antonio Toledano: Ben
- Gerardo Reyero: Mark
- Romina Marroquín Payró: Georgia King
- Sergio Morel: Charlie
- Kaihiamal Martínez: Tim
- Arturo Mercado: Ritchie Phillips
- Claudia Motta: Taylor
- Elsa Covián: Kendall
- Juan Carlos Tinoco: Air Marshall
- Erika Mireles: Helen
- Eduardo Fonseca: Mason Dunlevy
- Francisco Colmenero: Título
- Estudio de doblaje: Producciones Grande S.A. de C.V.
- Dirección de doblaje: Arturo Mercado
- Traducción y Adaptación: Carolina Fierro
- Estudio de Mezcla: Producciones Grande S.A. de C.V.
- Ingeniero de Mezcla: Manuel Rodríguez 'Dino'
- Director Creativo: Raúl Aldana

## Recepción crítica y comercial
Según la página de Internet Rotten Tomatoes recibió un 16% de comentarios positivos. Destacar el comentario del crítico cinematográfico Roger Moore: 

"¿Qué decir de una película en la que ni Betty White consigue hacerte reír?.
Roger Moore.

Según la página de Internet Metacritic obtuvo críticas negativas, con un 27%, basado en 19 comentarios de los cuales 1 es positivo. Recaudó en Estados Unidos 25 millones de dólares. Sumando las recaudaciones internacionales la cifra asciende a 31 millones. El presupuesto invertido en la producción fue de 20 millones.

## Localizaciones
You Again se empezó a rodar en agosto de 2009 en diferentes poblaciones del estado de California, Estados Unidos, entre las que cabe destacar Pasadena, Los Ángeles, Burbank, Calabasas o Monrovia.